# Municipio de Tecámac
El municipio de Tecámac es un municipio mexicano que pertenece al Estado de México. 
Es un municipio que tiene orígenes prehispánicos, pues fue fundado en 1202 por los mexicas en su peregrinación hacia la creación de la gran Ciudad de México-Tenochtitlán.
También entre los hechos relevantes de este municipio de encuentra que es allí donde nacieron personajes históricos como el compositor Felipe Villanueva.

## Toponimia
Tecámac deriva del náhuatl tetl ("piedra"), camatl ("boca") y la terminación -c, que denota lugar. Significa, por tanto, "en la boca de piedra".

## Demografía
Según el censo de INEGI 2020, según datos del último censo del INEGI (2020), en Tecámac habitan 547,503 personas, siendo 281,983 mujeres y 265,520 hombres.
La cabecera municipal Tecámac de Felipe Villanueva se localiza en las coordenadas geográficas 98°58′6″ O de longitud y 19°42′47″ N de latitud. El municipio de Tecámac se encuentra a una altitud de 2,271 m s. n. m.

### Dinámica poblacional
En las últimas dos décadas, el crecimiento poblacional de Tecámac se tornó realmente dramático. Si se hace una proyección fundada en un cálculo realista, dada la cantidad de unidades habitacionales que se construyen a la fecha en el municipio, la población municipal se habrá triplicado en este lapso: de 123 mil habitantes que había en 1990 a cerca de 360 mil en 2010. En el lapso entre 2000 y 2005, Tecámac se convirtió en el segundo municipio en crecimiento de población de toda la cuenca, solo después del municipio de Ixtapaluca.
| Año        | 1990    | 1995    | 2000    | 2005            | 2010    |
| ---------- | ------- | ------- | ------- | --------------- | ------- |
| Habitantes | 123 218 | 148 432 | 172 813 | 1220.3584515210 | 364 579 |

### Población económicamente activa
Por lo que se refiere a los Índices de Participación Económica (PEA) en Tecámac, destaca que, de 148 172 personas que están en edad de trabajar, el 65.99 % corresponde a los hombres y el 34.01 % son mujeres. En este sentido, la PEA ocupada, es decir, la población que trabaja en un empleo remunerado, corresponde a 141 562 habitantes, de los cuales el 41.204 % son hombres y el 48.796 %, mujeres.[cita requerida]
Asimismo, la PEA desocupada, que son los desempleados, registra una cifra de un total de 6 610 personas. Esto representa un 75.84 % de hombres y un 24.16 % de mujeres.[cita requerida]
Por último, en lo que respecta a la población no económicamente activa, que son aquellas personas que tenían trabajo pero no trabajaron o buscaron trabajo en la semana de referencia, se ubicó en un total de 118 303 habitantes, en los que un 25.81 % eran hombres frente a un 74.19 % de mujeres.

## Localidades
El municipio incluye en su territorio un total de 48 localidades. Las principales, considerando su población del censo de 2020, son:

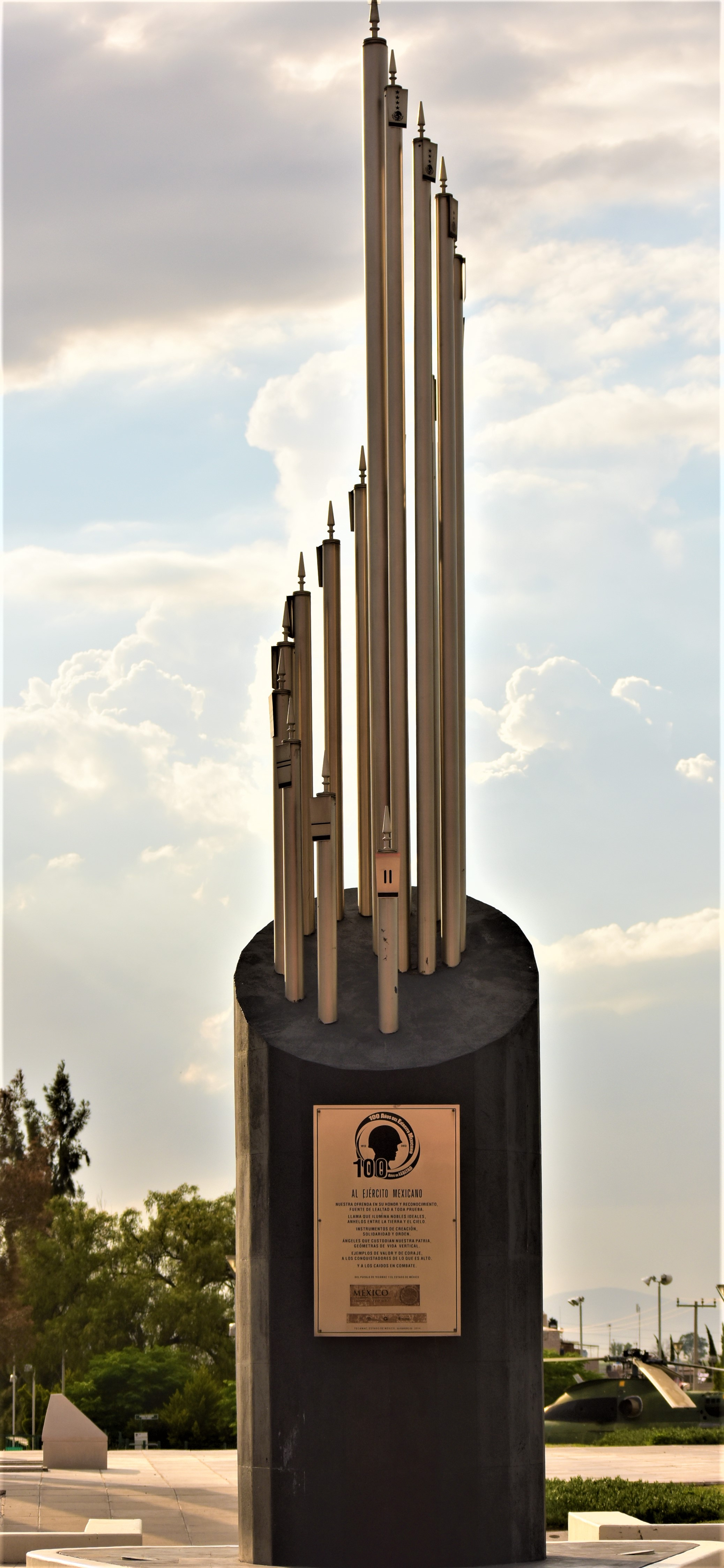
Monumento a los 100 Años del Ejército Mexicano, en la colonia Sierra Hermosa, Tecámac.

| Localidad                                                 | Población |
| Total municipio                                           | 547 503   |
| Ojo de Agua                                               | 386 290   |
| San Martín Azcatepec                                      | 34 391    |
| Los Reyes Acozac                                          | 21 565    |
| Santa María Ajoloapan                                     | 20 576    |
| Fraccionamiento Social Progresivo Santo Tomás Chiconautla | 18 698    |
| Tecámac de Felipe Villanueva                              | 18 225    |
| Fraccionamiento Hacienda del Bosque                       | 9 340     |
| Fraccionamiento Santa Cruz Tecámac                        | 9 084     |
| Real Granada                                              | 6 499     |
| San Pablo Tecalco                                         | 6 025     |
| Los Héroes San Pablo                                      | 5 720     |
| San Juan Pueblo Nuevo                                     | 1 997     |

| Tipo de localidad     | Nombre |
| --------------------- | --- |
| Barrio                | El Calvario, El Calvario de Ozumbilla, El Calvario de Reyes Acozac, Guadalupe de Reyes Acozac |
| Colonia               | Ampliación 5 de Mayo, Ampliación de la Concepción, Ampliación Ejido de Tecámac, Ampliación Esmeralda, Ampliación la Palma (Zona Industrial), Ampliación Margarito F. Ayala, Ampliación Ozumbilla, Ampliación San Jerónimo, Ampliación Santo Domingo, Ampliación San Pedro Atzompa, Atlautenco, Buenavista, 5 de Mayo, Citlalcóatl, Cuauhtémoc, 10 de Junio, Ejidal, Ejido de Tecámac, Electricistas, El Terromote, Esmeralda, Granjas Valle de Guadalupe, San Antonio Hueyotenco, Isidro Fabela, Ixotitla, Jardines de Xonacahuacan, Jesús Romero Flores, La Azteca, La Campiña, La Cañada, La Michapa, La Nopalera, La Palma, La Palma de Reyes, Loma Bonita, Lomas de Ozumbilla, Lomas de San Pedro Atzompa, Los Arcos, Los Olivos, Magisterial, Margarito F. Ayala, México Independiente, Nueva Tlalnepantla, Nueva Santa María, Nueva Santa María (De San Pablo Tecalco), Nuevo México, Nuevo Paraíso, Primero de Marzo, Progreso, San agustín, Norchuca, Atlautenco, Texcaltitla, San Antonio, San Francisco Cuautliquixca, San Pablo Tecalco, San Isidro, San José, San Martín Azcatepec, San Mateo Tecalco, San Miguel, Santa Cruz, Soto y Gama, Tezontla, 21 de Agosto, Vista Hermosa, Vista Hermosa (De Ozumbilla). |
| Condominio            | Rancho La Luz |
| Conjunto habitacional | Hacienda Provenzal, Los Héroes Ozumbilla, Los Héroes Tecámac, Los Héroes Tecámac II, Los Héroes Tecámac III, real del cid y real verona.- |
| Fraccionamiento       | Conjunto urbano Real Granada, Real Verona, Del Castillo, Galaxias, Hacienda del Bosque, Jardines de Tecámac, Lomas de Tecámac, Los Olivos, Mexicanos Unidos, Ojo de Agua, Paseos de Tecámac, Portal Ojo de Agua, Punta Palermo, Real Castell, Real del Cid, Real del Sol, Real Firenze, San Nicolás la Redonda, Santa Cruz Tecámac, Sierra Hermosa, Valle San Pedro Urbi, Valle San Pedro Urbi Quinta Versalles, Villa del Campo, Villa del Real. |
| Pueblo                | Los Reyes Acozac, San Francisco Cuautliquixca, San Jerónimo Xonacahuacan, San Juan Pueblo Nuevo, San Lucas Xolox, San Pablo Tecalco, San Pedro Atzompa, San Pedro Pozohuacan, Santa María Ajoloapan, Santa María Ozumbilla, Santo Domingo Ajoloapan, Tecámac de Felipe Villanueva. |
| Ranchería             | Azul. |

## Escudo
El escudo del municipio de Tecámac está descrito de la siguiente manera: En la parte superior se muestra un libro abierto; en el que se pueden leer las palabras "ley y cultura", que representan las aspiraciones de nuestro pueblo; un listón con el nombre Tecámac, cuyo significado náhuatl es tetl -piedra cámatl-boca y c -en. Tecámac significa, entonces: “En la boca de piedra”. En la parte superior izquierda se representa el jeroglífico estilizado náhuatl de Tecámac. En el extremo superior derecho se muestran unas matas de maíz, que es el principal cultivo del municipio. En la parte inferior izquierda se puede ver una lira, cuya alegoría musical representa al ilustre músico y compositor mexicano, nacido en Tecámac, Felipe Villanueva, y en el último extremo se observa la portada del palacio municipal, de singular arquitectura.[cita requerida]

## Patrimonio cultural
Artes plásticas
- Pintura. Existe una importante cantidad de pinturas al óleo en el interior de los monumentos históricos, las cuales, en su totalidad, son alusivas a imágenes religiosas. Destacan entre ellas una pintura al óleo de la Virgen de Guadalupe, que se conserva en el altar mayor de la parroquia de Tecámac, fechada en 1960 y firmada por fray Miguel Herrera, así como un mural pintado en la sacristía que representa la Pasión de Cristo, ubicada en la parroquia de Tecámac, pintada en sepia.[cita requerida]

- Escultura. La mayor parte de las esculturas que se conservan son de tipo religioso y se encuentran en el interior de las iglesias. De este arte podemos mencionar los extraordinarios retablos dorados, esculturas de santos estofados en madera de árbol de colorín, las esculturas de piedra, cruces atriales, relojes de sol, columnas, fachadas labradas en cantera de las iglesias, así como el trabajo del laminado en oro.[cita requerida]

## Fiestas
- Feria de Los Reyes Acozac. Se celebra anualmente el 6 de enero. Se realizan danzas tradicionales, como la de "Moros y cristianos". Se instalan juegos mecánicos y se realizan conciertos en la plaza central de Los Reyes Acozac, donde se toca música instrumental, además de contar con una amplia agenda de actividades y presentaciones. Destaca el paseo de la "llegada de Los Reyes Magos", que reparten juguetes a los niños a lo largo de la calle principal, durante la madrugada del 6 de enero.[cita requerida]

- Feria del cocol de Los Reyes Acozac. Suele celebrarse en Semana Santa, cuenta con varias atracciones, como el palo encebado, antojitos, fuegos pirotécnicos, artesanías, además de asistir representantes artísticos de las casas de cultura aledañas. Destaca la tradición local de arrojar cocoles desde los techos de los negocios, y para cerrar la celebración se realiza la quema del judas.[cita requerida]

- Feria del Pulque en San Pablo Tecalco. Regularmente celebrada el 20 de noviembre. En esta, los pobladores de la comunidad elaboran pulque, así como los tradicionales "curados" de diferentes sabores.[cita requerida]

- Feria del pan de muerto. Tradición centenaria del poblado, se realiza una semana antes del día 1 y 2 de noviembre, cuando los pobladores hacen su pan en hornos de piedra o tabique rojo. Cada familia cuenta con su propia receta ancestral.[cita requerida]

- Fiesta de la Santa Cruz. Celebrada el 3 de mayo, se colocan estantes cerca de la iglesia, donde se pueden encontrar antojitos mexicanos, artesanías, dulces tradicionales, etcétera. Cuenta con un teatro al aire libre, donde se realizan actividades musicales y culturales. Se invita a participar a las casas de cultura de otras comunidades. Tecámac cuenta con una plaza de toros, donde a diario hay un evento diferente. Se invita a grandes toreros y a artistas reconocidos. Cuenta con un extenso programa de actividades recreativas y finaliza con la tradicional quema de castillo.[cita requerida]

## Patrimonio
- Parroquia de "La Santa Cruz", Tecámac, es la más representativa del municipio, edificada por la orden de los agustinos, entre los siglos XVI y XVII, consta de atrio, iglesia y convento (este último ya no funciona), elementos fundamentales de una parroquia. Dentro de la iglesia, destaca una pintura al óleo de la Virgen de Guadalupe, que se conserva en el altar mayor, así como un mural pintado en la sacristía que representa la Pasión de Cristo.

- Parroquia de "Santa María", Ozumbilla, Fundada por los agustinos en el siglo XVII y terminada por el clero secular entre los siglos XVII y XIX, cuya iglesia destaca por su impresionante torre campanario, su fachada labrada en cantera y la cúpula con mosaico poblano.

- Parroquia de "San Pablo Apóstol", Tecalco, fundada por los padres agustinos en el siglo XVI; fue iglesia de visita de los religiosos del convento de Acolman. De estilo arquitectónico agustino, tipo fortaleza es de las pocas que cuenta aún con El corredor del Santísimo, conocido popularmente como doble atrio. Está dedicada a San Pedro y San Pablo.

- Parroquia de "San Jerónimo", Xonacahuacan, Iglesia de visita dedicada a San Jerónimo, fundada por los Agustinos en el siglo XVII, actualmente es parroquia.

- Parroquia de "San Pedro Apóstol", Atzompa, Iglesia dedicada a San Pedro Apóstol. Fundada por los agustinos después de las congregaciones, entre los siglos XVII y XVIII, ahora funciona como parroquia.

- Capilla de la Hacienda Ojo de Agua, fundada dentro de la propia hacienda Ojo de Agua en el siglo XVI. Actualmente sigue funcionando como capilla.

- Parroquia de "San Lucas Evangelista", Xolox, Iglesia fundada por los Agustinos en el siglo XVII. Es interesante la corona del rey que tiene sobre el campanario, pues representa a Xólotl.

- Parroquia de "los Santos Reyes", Acozac, Iglesia construida por los agustinos en el siglo XVII. Famosas son sus fiestas con danzas tradicionales de “Moros y cristianos”.

- Capilla de "Santo Domingo de Guzmán", Ajoloapan, Iglesia construida por los dominicos en los siglos XVI y XVII. Son magníficos sus arcos labrados en piedra y tezontle.

- Parroquia de "La Asunción de María", Santa María Ajoloapan, Fundada por la familia del duque de Meléndez. Dedicada al Misterio de la Asunción del Ángel Gabriel a María y La Asunción de la Virgen María a los Cielos, lo cual se puede constatar en el retablo.

- Parroquia de "San Francisco de Asís", Cuautliquixco, Fundada en el año de 1592, en 1792 el patronato realizó el enrejado del atrio, su fiesta parroquial se celebra en 4 de octubre.

- Palacio Municipal (1962)

- Parque Ecológico Sierra Hermosa

Los monumentos históricos son de los grandes atractivos turísticos de esta zona, pues hay diez de estos monumentos católicos, construidos durante el periodo colonial, además también se pueden apreciar obeliscos de puentes que son conmemorativos. Estos monumentos fueron hechos durante diferentes años para hacer honor a personajes importantes de la historia.
Don Felipe Villanueva Gutiérrez es un personaje ilustre de la región, y hay una sala museográfica dedicada exclusivamente a él. La comida es otro gran atractivo, la visita a Tecámac será de recordar debido a sus deliciosas comidas típicas que comprenden platos como la barbacoa, el mole rojo con carne guajolote, los escamoles y las carnes al estilo Tecámac, además de contar con una tradicional y reconocida "Feria del Pulque", celebrada anualmente en la población de San Pablo Tecalco el 20 de noviembre.

### Música
También se realizan eventos de encuentros de grupos de son huasteco, música tradicional de la Huasteca Hidalguense, por su cercanía con este estado, que cada año se lleva a cabo en esta entidad. Las agrupaciones de Tunas o Estudiantinas poco a poco van siendo parte de la música tradicional, ya que es común encontrarlas en las festividades de las fiestas patronales del municipio, además de los concursos o presentaciones que estos realizan. De los instrumentos para interpretar música religiosa todavía se conserva un majestuoso órgano y un armonio en la parroquia de Santa Cruz.
La música de esta zona es considerada como ejemplar, hay bandas de viento que participan en todas las festividades de los alrededores
Los productos hechos a mano son característicos de esta región, trabajos en vidrio soplado, tapetes de lana, cristal grabado, fundido de bronce y latón y mosaicos bizantinos de gran belleza y que son un gran atractivo para los turistas.
“La música es nuestra vida y la vida es música, y qué mejor forma de brindar un homenaje a la obra de Villanueva que acercando a las nuevas generaciones a desarrollar sus talentos artísticos”, manifestó Alfonso García Enciso, director de la Orquesta Sinfónica de Tecámac e integrante de la Orquesta Filarmónica de la Universidad Nacional Autónoma de México (OFUNAM).

## Infraestructura

### Educativa
El porcentaje de analfabetismos en la población mayor de 15 años es de 4,55%, el promedio de escolaridad de los habitantes del municipio alcanzó 8,21 años. Actualmente (2015) los adultos que se encuentran en algunos programas sociales fueron invitados a asistir a educación para los adultos para obtener su certificado de primaria y secundaria. El municipio cuenta con amplia cobertura de planteles educativos en todos los niveles, incluyendo el plantel del Centro de Estudios Científicos y Tecnológicos n.º 19 "Leona Vicario", del Instituto Politécnico Nacional (IPN), que entró en funciones a partir el ciclo escolar 2020 - 2021. 
Algunos planteles de la oferta educativa disponible son:
- Jardín de niños "Anexa a la normal de Tecámac"
- Jardín de niños "Frida Khalo"
- Jardín de niños "Rosario Castellanos"
- Jardín de niños "Laura Mendez de Cuenca"
- Jardín de niños "Ignacio Zaragoza"
- Jardín de niños "Federico Frobel"
- Jardín de niños *Leona Vicario*
- Jardín de niños "José María Heredia y Heredia"
- Jardín de niños "Felipe Villanueva"
- Escuela Primaria Anexa a la normal de Tecámac
- Escuela Primaria Lázaro Cárdenas
- Escuela Primaria Patria Nueva
- Escuela Primaria Heriberto Enríquez Rodríguez
- Escuela Primaria Ehecatl Héctor Ramses Domínguez Andrade
- Escuela Primaria "Laura Mendez de Cuenca"
- Escuela Primaria "Rosario Castellanos"
- Escuela Primaria "Octavio Paz"
- Escuela Primaria "Doctor Gustavo Baz"
- Escuela Primaria "Federico Gómez"
- Escuela Primaria "Jaime Torres Bodet"
- Escuela Primaria "José Vasconcelos"
- Escuela Primaria "Enrique. C. Rebsamen"
- Escuela Primaria "Nezahualcóyotl"
- Escuela Primaria "Profesor Mario Rojas Aguilar"
- Escuela Primaria "Pentatlón Deportivo Militar Universitario"
- Escuela Primaria "Jaime Sabines"
- Escuela Primaria "Vasco de Quiroga"
- Escuela Primaria "Emiliano Zapata"
- Escuela Primaria "Sor Juana Ines de la Cruz"
- Escuela Primaria "Ferrocarriles Nacionales"
- Escuela Primaria "Rey Xolox"
- Escuela Secundaria Anexa a la Normal de Tecámac 0532
- Escuela Secundaria "Amado Nervo"
- Escuela Secundaria "Carlos Fuentes Macias"
- Escuela Secundaria "Frida Kahlo"
- Escuela Secundaria “Juan Rulfo" n.º 0986
- Escuela Secundaria "Maximiliano Ruiz Castañeda"
- Escuela Secundaria de Nueva Creación 225
- Escuela Secundaria Mártires de Chicago 0946
- Escuela Secundaria Federalista n.º 39"Felipe Villanueva"
- Escuela Secundaria Federalizada n.º 40 "Base Aérea"
- Escuela Secundaria General Federalizada n.º 199 "Juan Ruiz de Alarcón y Mendoza"
- Escuela Secundaria General Federalizada n.º 200 "Huehuetlatolli"
- Escuela Secundaria General "Efrén Rebolledo"
- Escuela Secundaria Oficial n.º 0103 "Lic. Adolfo López Mateos"
- Escuela Secundaria Oficial n.º 0946 "Mártires de Chicago"
- Escuela Secundaria Oficial n.º 0764 "José Vasconcelos"
- Escuela Secundaria Oficial n.º 0465 "Sor Juana Inés De La Cruz"
- Escuela Secundaria Oficial n.º 0466 "Ricardo Flores Magón"
- Escuela Secundaria Técnica n.º 0229 "Matilde Montoya Lafragua"
- Escuela Secundaria Técnica No.211 "2 de Marzo"
- Escuela Secundaria Técnica Industrial y Comercial (E.S.T.I.C) No.0022 "Gral. Vicente Guerrero"
- Escuela Secundaria Técnica Industrial y Comercial (E.S.T.I.C) No.0023 "Felipe Villanueva"
- Escuela de Artes y Oficios (EDAYO) Tecámac
- CAM (Colegio Ateneo Mexicano) nivel secundaria
- CAM 51 "Centro de Atención Múltiple No. 51"
- Escuela Cultural Mexiquense A.C
- CET (Colegio Ecológico de Tecámac)
- Centro Educativo Erich Fromm.
- Centro Educativo "Casa de Felipe Villanueva", S. C.
- Colegio Ateneo Mexicano.
- Escuela Normal de Tecámac.
- Escuela Preparatoria Oficial n.º 22
- Escuela Preparatoria Oficial n.º 37
- Escuela Preparatoria Oficial n.º 216 (Anteriormente Anexa a la Normal de Tecámac)
- Escuela Preparatoria Oficial n.º 179
- Escuela Preparatoria Oficial n.º 73
- Centro de Bachillerato Tecnológico n.º 1 "Dr. Jorge Jiménez Cantú"
- Centro de Bachillerato Tecnológico n.º 2 "Lic. Carlos Pichardo"
- Centro de Bachillerato Tecnológico n.º 3 Tecámac
- Centro de Bachillerato Tecnológico n.º 4 Tecámac
- Centro de Estudios Científicos y Tecnológicos n.º 19 "Leona Vicario" IPN
- CECyTEM Plantel Tecámac
- Prepa y Universidad ITEC, S. C.
- COBAEM Héroes Tecámac
- Nueva Escuela Tecnológica (NET plantel Tecámac)
- Universidad Mexiquense del Bicentenario "Unidad de Estudios Superiores Tecámac"
- Universidad Tecnológica Internacional (UTI)
- Universidad Tecnológica de Tecámac (UTTEC)
- Universidad Politécnica Tecámac (UPT)
- Universidad Privada del Estado de México (UPEM Plantel Tecámac)
- Institución Formativa Activa
- Centro de Educación Abierta "Ojo de Agua" (primaria, secundaria y preparatoria)

### Bibliotecas
Para apoyar las actividades de la población estudiantil del municipio, existen 15 bibliotecas públicas, distribuidas en las localidades de
- Los Olivos
- Ojo de Agua
- Ozumbilla
- San Francisco Cuautliquixca
- Parque Sierra Hermosa
- Tecámac
- Santa María Ajoloapan
- Loma Bonita
- Reyes Acozac
- Isidro Fabela
- San Martín Azcatepec
- Lomas de Tecámac
- San Lucas Xóloc
- Santa Cruz
- Héroes Tecámac.

### Deportiva
En cuanto a la infraestructura además de contar con un número considerable de canchas de baloncesto, fútbol (balompié) y otros, en la actualidad cuenta con dos modernos y funcionales gimnasios uno en la cabecera y otro en el fraccionamiento Héroes Tecámac, así como una amplia cancha techada en Ozumbilla y el deportivo sierra que cuenta con un muy amplio espacio para realizar diferentes actividades, además de poder encontrar entrenadores de fútbol (balompié), atletismo, baloncesto, fútbol (americano), tenis, etc.
Durante el año 2014 y principios del 2015 el gobierno municipal con el objetivo de apoyar las actividades deportivas al aire libre en Los Héroes Tecámac, y demás localidades instaló arco techos en canchas de baloncesto, espacios para patinaje y aparatos de ejercicio.

### Vial
Las principales vías de la ciudad son:
- Vialidad Mexiquense
- Av. Ozumbilla
- Boulevard Ojo de Agua
- Vía Real
- Paseo Villa del Real
- Camino a Teotihuacán
- Antiguo Camino a Ojo de Agua
- Camino a San Pablo
- Paseo Bicentenario

En Tecámac hay diversas carreteras que comunican la ciudad con diversos puntos de la entidad y de otros estados, entre ellas se encuentran:
- Autopista México - Pachuca.
- Circuito Exterior Mexiquense.
- Carretera Federal 85, México - Pachuca.
- Carretera Federal 142, Lechería – Texcoco.
- Camino Libre a Tonanitla.
- Carretera Tecámac –Zumpango

### Transporte
Cercano al municipio se encuentra en operación el Aeropuerto Internacional Felipe Ángeles. 
Predominan las unidades tipo Urvan y los autobuses suburbanos. También se encuentran estaciones en su territorio de las líneas I y IV del Mexibús de Ciudad Azteca al AIFA, y de Indios Verdes a Universidad Mexiquense del Bicentenario.
Las obras de construcción de la línea 4 del Mexibús iniciaron el 9 de junio de 2014 y concluyeron durante el 2021, teniendo una inversión superior a los 2 mil millones de pesos.

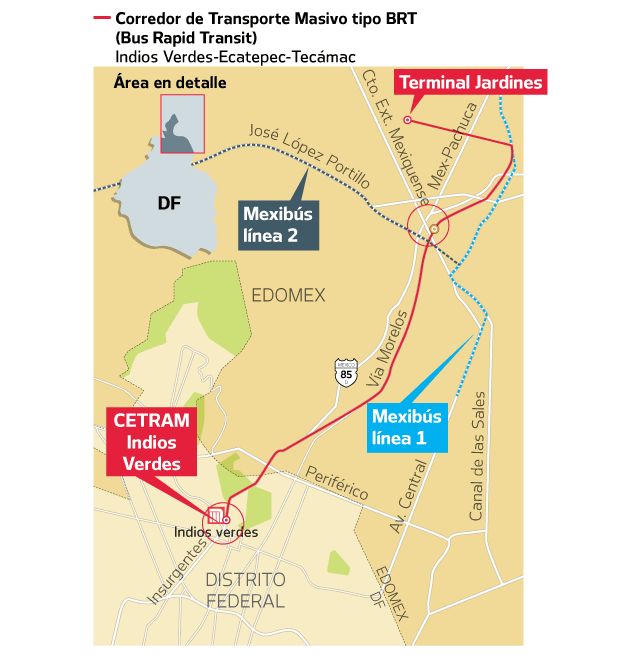
Línea 4 del Mexibús

Consta de un carril confinado de hormigón, con una longitud de 24,4 kilómetros, 29 estaciones, 2 terminales y brindará servicio a aproximadamente 200 mil usuarios por día y como dato importante cabe destacar que conectará con las líneas 1 y 2 del mismo transporte, en "Central de Abastos" y "Puente de Fierro".
El titular de Comunicaciones mexiquense, Mena Vargas, explicó que las 950 unidades de transporte que actualmente brindan servicio en la vía Morelos serán los mismos concesionarios que operen los 129 autobuses biarticulados del Mexibús, con lo que se pretende modernizar el servicio ofrecido a los usuarios.

### Economía
En Tecamac es una zona de alto crecimiento debido a su ubicación estratégica y a la construcción de viviendas y centros comerciales. Esto ha traído la inversión de empresas en destientos sectores lo que ha impulsado el crecimiento económico de la zona. una de sus principales actividades económicas son las ventas  
Las actividades económicas de Tecámac se desarrollan primordialmente en el sector terciario, el cual concentra 72.3% de la Población Económicamente Activa (PEA) y le sigue el sector secundario con 26.4% de PEA. De acuerdo al Consejo Nacional de Población (Conapo), Tecámac tiene un grado de marginacion muy bajo 

### Medios de comunicación
En la ciudad se encuentra la señal del organismo gubernamental Radio y Televisión Mexiquense que opera un canal de televisión y una estación de radio. Cuenta además con oficinas de telégrafos y postales Se cuenta con señal de internet, teléfono y telefonía móvil mediante distintas compañías privadas que ofrecen el servicio a todo México, como Infinitum (Internet), Telmex (Teléfono), Telcel (Celular), Movistar (Celular), Nextel (Celular), etc. En cuanto a señal de televisión cuenta con sistemas de TV por cable, TV por satélite y abierta como Televisa, TV Azteca, SKY México, Dish México, Cablemas, etc.
En marzo de 2017 nace Utopia Radio TV como medio local de promoción y difusión de Arte y Cultura de Tecámac y municipios aledaños. Este medio se ha caracterizado por dar a conocer actividades artísticas y culturales de los pueblos y comunidades del municipio de Tecámac, en el transcurso de este tiempo, ha desarrollado actividades en equipo con agrupaciones, casas de cultura, artistas y personas de la comunidad interesados en promover la parte artística y cultural de sus comunidades. Actualmente Utopia Radio TV Archivado el 1 de noviembre de 2020 en Wayback Machine., realiza transmisiones semanales a través de las plataformas de Facebook, YouTube y Radio por internet sobre Literatura, Historia prehispánica, Gastronomía, Música, Agricultura, Comunidad, El arte de la narración, Tradiciones y conocimientos ancestrales entre otros más.

## Política

### Representación legislativa
Para la elección de diputados locales al Congreso del Estado de México y de diputados federales a la Cámara de Diputados federal, el municipio de Tecámac se encuentra integrado en los siguientes distritos electorales:
Local:
- Distrito electoral local 33 del estado de México con cabecera en Tecámac de Felipe Villanueva.[10]

Federal:
- Distrito electoral federal 41 del estado de México con cabecera en Ojo de Agua.[11]

### Presidentes municipales
| Presidente Municipal (Alcalde)     | Periodo de Gobierno | Partido Político | Ref    |  |
| ---------------------------------- | ------------------- | ---------------- | ------ |  |
| Máximo Velázquez                   | 1940-1941           |                  |        |  |
| Francisco Martínez                 | 1942-1943           |                  |        |  |
| Máximo Velázquez                   | 1944-1945           |                  |        |  |
| Crescencio Martínez                | 1946-1947           |                  |        |  |
| Ismael Olivares                    | 1947-1948           |                  |        |  |
| Genaro Urbina Barrera              | 1949-1951           |                  |        |  |
| Manuel Martínez Hernández          | 1952-1954           |                  |        |  |
| Carlos Suárez Martínez             | 1955-1957           |                  |        |  |
| Marcelo Palafox Cárdenas           | 1958-1959           |                  |        |  |
| Rafael Navarro Meléndez            | 1959-1960           |                  |        |  |
| Germán López Estévez               | 1961-1963           |                  |        |  |
| Raúl Villalobos Jiménez            | 1964-1966           |                  |        |  |
| Víctor Galindo Solares             | 1967-1969           |                  |        |  |
| Cipriano Rodríguez Flores          | 1970-1972           |                  |        |  |
| Altagracia Olivares de Alarcón     | 1973-1975           |                  |        |  |
| Anastasio Cruz Vargas              | 1976-1978           |                  |        |  |
| Salvador Salgado Escalona          | 1979-1981           |                  |        |  |
| Alberto García Cruz                | 1981                |                  |        |  |
| Rogelio Alarcón Olivares           | 1982-1984           |                  |        |  |
| Nazario Crúz Vargas                | 1985-1987           |                  |        |  |
| Gaspar Ávila Rodríguez             | 1988-1990           |                  |        |  |
| Salvador Salgado Escalona          | 1991-1993           |                  |        |  |
| Eduardo Guadalupe Bernal Martínez  | 1994-1996           |                  |        |  |
| Aarón Urbina Bedolla               | 1997-2000           |                  |        |  |
| Félix Ismael Germán Olivares       | 2000-2003           |                  |        |  |
| Dr. Francisco Suárez Cortés        | 2003                |                  |        |  |
| Aarón Urbina Bedolla               | 2003-2006           |                  |        |  |
| León Baudelio Morales Olivares     | 2006                |                  |        |  |
| Sergio Octavio Germán Olivares     | 2006-2008           |                  |        |  |
| Julián Sebastián Sandoval González | 2008-2009           |                  |        |  |
| Aarón Urbina Bedolla               | 2009-2012           |                  |        |  |
| Rolando Velázquez Badillo          | 2012                |                  |        |  |
| Rocío Díaz Montoya                 | 2013-2015           |                  |        |  |
| Raymundo Óscar González Pereda     | 2015                |                  | [ 12 ] |  |
| Aarón Urbina Bedolla               | 2016-2017           |                  |        |  |
| Remedios Rafael Ramos González     | 2017-2018           |                  | [ 13 ] |  |
| Mariela Gutiérrez Escalante        | 2018-2021           |                  |        |  |
| Dr. Agustín Delgado Ochoa          | 2021                |                  | [ 14 ] |  |
| Mariela Gutiérrez Escalante        | 2022-2023           |                  |        |  |
| Lilia Rivera Gutiérrez             | 2023                |                  | [ 15 ] |  |
| Mariela Gutiérrez Escalante        | 2023-2024           |                  |        |  |
| Rocío Miguel Hernández             | 2024                |                  | [ 16 ] |  |
| Rosa Yolanda Wong Romero           | 2025-presente       |                  | [ 17 ] |  |